# Winning
Winning (bra: 500 Milhas) é um filme dirigido por James Goldstone em 1969, interpretado por Paul Newman e Joanne Woodward, centrado no universo das corridas de automóveis de Indianápolis.

## Sinopse
Frank Capua (Paul Newman) é corredor de automóveis. Para ele a vitória está acima de tudo, ainda que tenha de perder a mulher, o filho e o seu melhor amigo.

## Elenco
- Paul Newman.....Frank Capua
- Joanne Woodward...Elora Capua
- Robert Wagner....Luther "Lou" Erding
- Richard Thomas...Charley Capua
- David Sheiner......Leo Crawford
- Clu Gulager.......Larry, o mecânico
- Barry Ford...........Bottineau